# Miriam Ortiz Rivas
Miriam Ortiz Rivas (9 de setembre de 1984) és una atleta catalana, especialitzada en curses de fons i mig fons.
Miriam Ortiz, membre de l'Agrupació Atlètica Catalunya (AA Catalunya), ha estat guanyadora en diferents proves esportives. Entre altres, ha guanyat la Cursa d'El Corte Inglés durant quatre anys consecutius, des del 2016 i fins al 2019; també va ser quatre vegades (els anys 2014, 2015, 2018 i 2019) vencedora al Campionat de Catalunya de 10 km. L'any 2018 va guanyar la Cursa de la Mercè, i l'any 2019 la Mitja Marató de Granollers.